# Sébastien Cibois
Sébastien Cibois (Argenteuil, 2 de marzo de 1998) es un futbolista francés que juega como portero en el Portimonense S. C. de la Segunda División de Portugal.

## Trayectoria

### Paris Saint-Germain
Firmó su primer contrato profesional con el Paris Saint-Germain F. C. el 28 de mayo de 2018, un acuerdo hasta el 30 de junio de 2021. Siguió haciendo apariciones en el equipo de reserva del PSG durante la temporada 2018-19. Sin embargo, el 3 de septiembre de 2019, decidió rescindir su contrato con el club parisino. Esto se debió en gran medida a que descendió en la jerarquía de los porteros con la llegada de Marcin Bułka del Chelsea F. C.

### Stade Brest 29
El 7 de enero de 2020 firmó un contrato de dos años y medio con el Stade Brest 29. Debutó como profesional en una victoria por 2-1 en la Ligue 1 contra el F. C. Girondins de Burdeos el 7 de febrero de 2021, más de un año después. El 10 de febrero debutó en la Copa de Francia en una victoria por 2-1 contra el Rodez A. F. Mantuvo su primera portería a cero en un empate a cero contra el Lille O. S. C. cuatro días después.

## Estadísticas

### Clubes
Actualizado al último partido disputado el 9 de abril de 2022.
| Club                             | Div.          | Temporada     | Liga  | Liga  | Copas nacionales | Copas nacionales | Copas internacionales | Copas internacionales | Total | Total |
| Club                             | Div.          | Temporada     | Part. | Goles | Part.            | Goles            | Part.                 | Goles                 | Part. | Goles |
| -------------------------------- | ------------- | ------------- | ----- | ----- | ---------------- | ---------------- | --------------------- | --------------------- | ----- | ----- |
| Paris Saint-Germain "II" Francia | 4.ª           | 2016-17       | 1     | -4    | —                | —                | —                     | —                     | 1     | -4    |
| Paris Saint-Germain "II" Francia | 4.ª           | 2017-18       | 13    | -15   | —                | —                | —                     | —                     | 13    | -15   |
| Paris Saint-Germain "II" Francia | 4.ª           | 2018-19       | 22    | -33   | —                | —                | —                     | —                     | 22    | -33   |
| Paris Saint-Germain "II" Francia | Total club    | Total club    | 36    | -52   | 0                | 0                | 0                     | 0                     | 36    | -52   |
| Stade Brest 29 II Francia        | 5.ª           | 2019-20       | 1     | -1    | —                | —                | —                     | —                     | 1     | -1    |
| Stade Brest 29 II Francia        | 5.ª           | 2020-21       | 0     | 0     | —                | —                | —                     | —                     | 0     | 0     |
| Stade Brest 29 II Francia        | 5.ª           | 2021-22       | 2     | -5    | —                | —                | —                     | —                     | 2     | -5    |
| Stade Brest 29 II Francia        | Total club    | Total club    | 3     | -6    | 0                | 0                | 0                     | 0                     | 3     | -6    |
| Stade Brest 29 Francia           | 1.ª           | 2020-21       | 3     | -4    | 2                | -4               | —                     | —                     | 5     | -8    |
| Stade Brest 29 Francia           | 1.ª           | 2021-22       | 0     | 0     | 0                | 0                | —                     | —                     | 0     | 0     |
| Stade Brest 29 Francia           | Total club    | Total club    | 3     | -4    | 2                | -4               | 0                     | 0                     | 5     | -8    |
| Total carrera                    | Total carrera | Total carrera | 42    | -62   | 2                | -4               | 0                     | 0                     | 44    | -66   |